# Großsteingräber bei Wehrland
Die Großsteingräber bei Wehrland waren 18 oder 19 megalithische Grabanlagen der jungsteinzeitlichen Trichterbecherkultur bei Wehrland, einem Ortsteil von Zemitz im Landkreis Vorpommern-Greifswald (Mecklenburg-Vorpommern). Heute existieren nur noch neun Anlagen. Die Gräber 1–3 tragen die Sprockhoff-Nummern 555–556. Die restlichen Gräber wurden vermutlich im 19. Jahrhundert zerstört.

## Lage
Die Gräber 1 bis 5 bilden eine Gruppe. Sie befinden sich direkt am südwestlichen Ortsausgang von Wehrland an der Straße Zum Hünengrab. Sie stehen nur wenige Meter voneinander entfernt. 720 m östlich befindet sich Grab 6. Grab 7 liegt knapp 70 m südöstlich hiervon. 200 m südwestlich von Grab 7 liegt Grab 8 und weitere 60 m südwestlich Grab 9. Die Gräber 6 bis 9 liegen auf umzäuntem Gelände und sind nicht öffentlich zugänglich. Die ursprünglichen Standorte der zerstörten Anlagen sind nicht überliefert.

## Forschungsgeschichte
Die Existenz der Gräber wurde in den 1820er Jahren durch Friedrich von Hagenow handschriftlich erfasst. Seine Notizen, die den Gesamtbestand der Großsteingräber auf Rügen und in Neuvorpommern erfassen sollten, wurden 1904 von Rudolf Baier veröffentlicht. Die Anlagen bei Wehrland wurden dabei nur listenartig aufgenommen. Am 17. August 1931 besuchte Ernst Sprockhoff Wehrland, um die dortigen Gräber für seinen Atlas der Megalithgräber Deutschlands aufzunehmen. Ausgehend von Angaben eines Messtischblatts nahm er nur drei erhaltene Gräber an. Ewald Schuldt stellte in den 1970er Jahren sechs erhaltene Gräber fest. Die Gesamtzahl der Anlagen gab er mit 19 an, obwohl er sich ausschließlich auf von Hagenow berief, der nur 18 angab. Bei späteren Begehungen wurden drei weitere erhaltene Anlagen festgestellt.

## Beschreibung

### Grab 1
Grab 1 besitzt ein nordost-südwestlich orientiertes, trapezförmiges Hünenbett mit einer Länge von 44 m und einer Breite von 6 m im Nordosten bzw. 4 m im Südwesten. Die Umfassung ist nur noch unvollständig erhalten. Bei Sprockhoffs Aufnahme waren an der nordwestlichen Langseite noch zwölf, an der südöstlichen Langseite 17, an der nordöstlichen Stirnseite drei und an der südwestlichen Schmalseite zwei Steine vorhanden. Am nordöstlichen Ende des Hünenbetts sind Löcher erkennbar. Dort befand sich nach Sprockhoff die Grabkammer. Ob es sich um einen Dolmen gehandelt hat, oder eine kleine, nicht-megalithische Kammer, womit das Grab als kammerloses Hünenbett anzusehen wäre, ist unklar.

### Grab 2

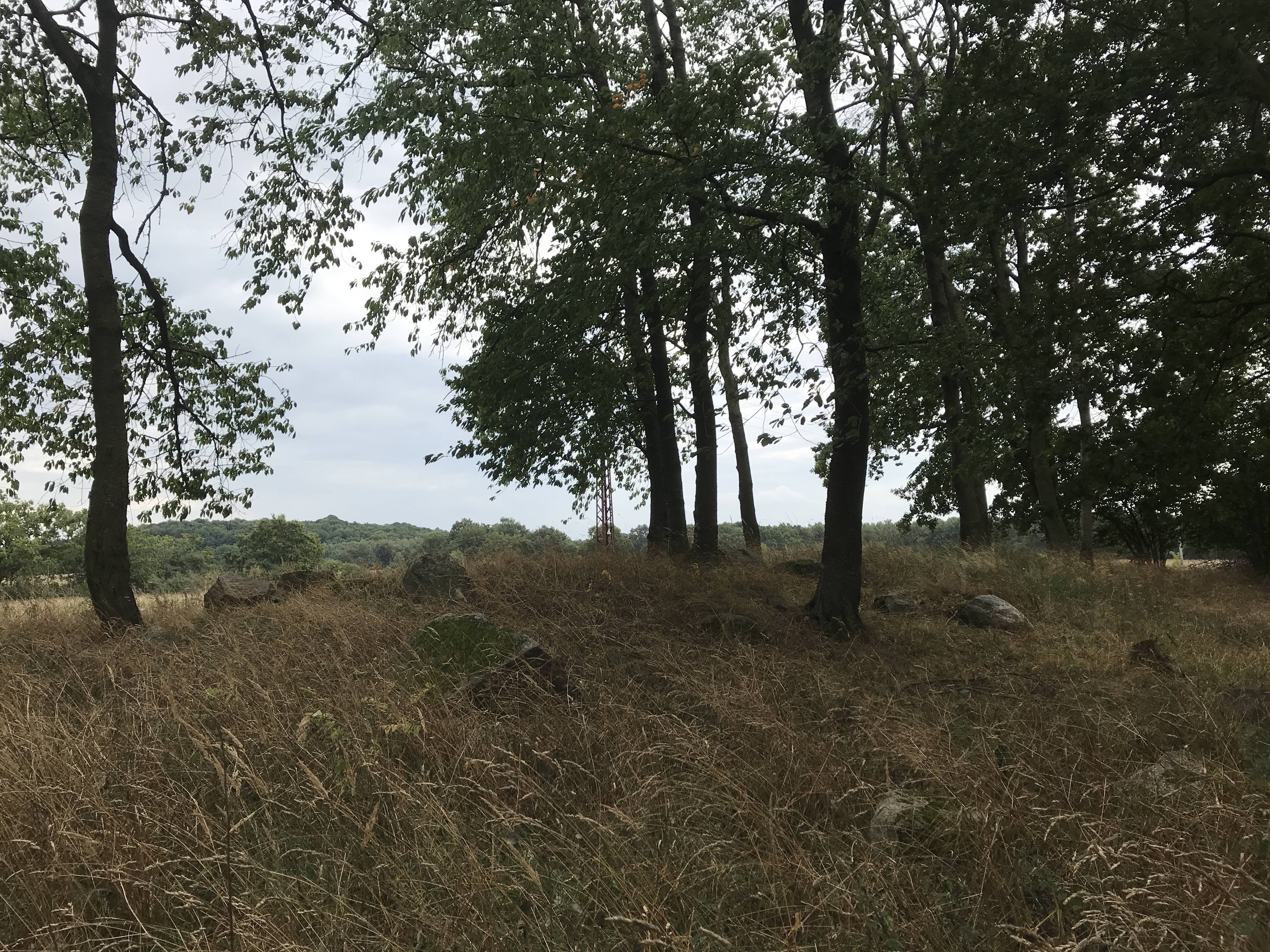
Grab 2

Die nordost-südwestlich orientierte Anlage steht auf einem Hügel von 75 m Länge, 16 m Breite und 1,5 m Höhe. Das eigentliche Hünenbett hat eine Breite zwischen 4 m und 5 m, die Länge lässt sich nicht sicher feststellen. Die Umfassung wies bei Sprockhoffs Aufnahme noch 24 Steine an der nordwestlichen Langseite und 22 Steine an der südöstlichen Langseite auf. Auch hier konnte keine (erhaltene) Kammer festgestellt werden.

### Grab 3
Grab 3 steht auf einem 57 m langen und 10 m breiten Hügel. Es besitzt ein nordost-südwestlich orientiertes, trapezförmiges Hünenbett mit einer Länge von 26 m und einer Breite von 7 m im Nordosten. Das Südwest-Ende ist nicht erhalten, doch dürfte dessen Breite bei 4,5 m gelegen haben. In der nordöstlichen Hälfte des Hünenbetts befindet sich eine stark zerstörte, quer gestellte Grabkammer, bei der es sich wohl um einen Großdolmen handelt. Er hat eine Länge von 3,5 m und eine Breite von 1,3 m. Es sind nur noch zwei Wandsteine der südwestlichen Langseite vorhanden.

### Grab 4
Grab 4 besitzt eine ovale, nord-südlich orientierte Hügelschüttung. Von der Grabkammer sind nur wenige Steine erkennbar, die keine eindeutigen Rückschlüsse auf den Grabtyp zulassen.

### Grab 5
Grab 5 besitzt eine runde Hügelschüttung. Die wenigen erkennbaren Steine lassen keine eindeutigen Rückschlüsse auf den Grabtyp zu. Ewald Schuld ordnete es als Großdolmen ein.

### Grab 6
Von Grab 6 ist nur noch ein länglicher Hügel erkennbar, auf dem mehrere große Steine liegen. Nach Ewald Schuldt handelt es sich um einen Großdolmen.

### Grab 7
Auch von Grab 6 ist nur noch ein länglicher Hügel erkennbar, auf dem einige große Steine liegen.

### Grab 8
Grab 8 befindet sich auf einem baumbestandenen Hügel. Über Form und Zustand der Anlage liegen keine näheren Informationen vor.

### Grab 9
Grab 8 befindet sich auf einem baumbestandenen Hügel. Über Form und Zustand der Anlage liegen keine näheren Informationen vor.

### Die zerstörten Gräber
Der Liste von Hagenows ist lediglich zu entnehmen, dass es sich bei 13 Gräbern um Großdolmen ohne steinerne Umfassung und bei fünf Gräbern um Anlagen mit rechteckigen bzw. trapezförmigen Hünenbetten gehandelt hat. Die zerstörten Gräber dürften somit größtenteils als einfache Großdolmen anzusehen sein.